# Scaphochlamys jarumensis
Scaphochlamys jarumensis là một loài thực vật có hoa trong họ Gừng. Loài này được Chong Keat Lim và Kalu Meekiong miêu tả khoa học đầu tiên năm 2017.

## Mẫu định danh
Mẫu định danh: C.K.Lim L13811; thu thập ngày 5 tháng 8 năm 2017 ở Vườn Sinh thái rừng Lata Jarum, huyện Raub, bang Pahang, Malaysia. Holotype lưu giữ tại Phòng mẫu cây Đại học Quốc gia Malaysia ở Bandar Baru Bangi, huyện Hulu Langat, Selangor (UKMB), isotype lưu giữ tại Phòng mẫu cây Malaysia Penang Suriana (MPSU).

## Từ nguyên
Tính từ định danh jarumensis lấy theo địa danh Lata Jarum.

## Phân bố
Loài này có tại Vườn Sinh thái rừng Lata Jarum, huyện Raub, bang Pahang, Malaysia bán đảo.